# 常盤町 (高崎市)
常盤町（ときわちょう）は、群馬県高崎市の地名。郵便番号は370-0816。面積は0.22km2(2012年現在)

## 地理
前橋台地の南端、烏川左岸の東方、高崎城大手西部に位置している。
碓氷川が当町で烏川に合流する。

### 河川
- 烏川
- 碓氷川

## 歴史
江戸時代は高崎城下町の1町でだった。正徳元年に成立した。

### 年表
- 1889年（明治22年）高崎町の町名となる。
- 1900年（明治33年）4月1日 市制施行で高崎町は高崎市となる。

### 地名の由来
高崎城には名木露ノ松があり、高崎の地名を松ヶ崎としようとしたと伝えられており、城内に続く地として「時常盤」の町名が浮かんだとされている。

## 世帯数と人口
2017年（平成29年）12月31日現在の世帯数と人口は以下の通りである。
| 町丁   | 世帯数  | 人口  |
| ------ | ------- | ----- |
| 常盤町 | 374世帯 | 727人 |

## 小・中学校の学区
市立小・中学校に通う場合、学区は以下の通りとなる。
| 番地 | 小学校             | 中学校             |
| ---- | ------------------ | ------------------ |
| 全域 | 高崎市立中央小学校 | 高崎市立第一中学校 |

## 交通

### 鉄道
同町に鉄道駅はない。

### 道路
国道は国道17号が通っている。県道は通っていない。

## 施設
- 高崎市立中央小学校